# Monkstown HC
Le Monkstown Hockey Club est un club de  hockey sur gazon fondé en 1894. Le club a remporté l'Irish Hockey League en 2013, 2014 et 2015 et l'EuroHockey Club Trophy (en) en 2014. Le club a participé à l'Euro Hockey League lors de la saison 2014-2015.

## Palmarès
Hommes :
- Euro Hockey Trophy : 2014
- Irish Hockey League : 2013, 2014 et 2015[1]
- Coupe d'Irlande masculine de hockey sur gazon (en) : 1910, 1914, 2013